# Chvalov (Stebno)
Chvalov (německy Qualen) je malá vesnice, část obce Stebno v okrese Ústí nad Labem. Nachází v Českém středohoří, na návrší vysoko nad levým břehem Labe, asi 3,5 km jihovýchodně od Stebna a 6,5 km jižně od Ústí nad Labem. V roce 2011 zde trvale žilo 97 obyvatel.
Chvalov je také název katastrálního území o rozloze 3,2 km².

## Historie
Jméno Chvalov je odvozeno od mužského jména Chval či Chvála. Poprvé je obec zmiňována v roce 1228, kdy patřila klášteru sv. Jiří v Praze. Do roku 1874 měla obec špatný přístup k vodě. O zřízení vodovodu se postarali farář ze Stebna Václav Kuhnel a dopravce Anton Muler z Prahy rodák z Milbohova. Tento vodovod přivádí vodu z úpatí Vaňovského vrchu dodnes. Obec oběma zainteresovaným postavila roku 1889 na návsi pamětní desku, která byla obnovena v roce 1988. Od roku 1992 je Chvalov místní částí Stebna.

## Obyvatelstvo
Při sčítání lidu v roce 1921 zde žilo 190 obyvatel (z toho 99 mužů), z nichž byli čtyři Čechoslováci, 183 Němců a tři cizinci. S výjimkou jednoho evangelíka, tří členů nezjišťovaných církví a jednoho člověka bez vyznání se hlásili k římskokatolické církvi. Podle sčítání lidu z roku 1930 měla vesnice 185 obyvatel: 21 Čechoslováků, 162 Němců a dva cizince. Kromě římskokatolické většiny zde žilo pět evangelíků, dva členové církve československé, jeden člen nezjišťovaných církví a třináct lidí bez vyznání.
|           | 1869 | 1880 | 1890 | 1900 | 1910 | 1921 | 1930 | 1950 | 1961 | 1970 | 1980 | 1991 | 2001 | 2011 |
| --------- | ---- | ---- | ---- | ---- | ---- | ---- | ---- | ---- | ---- | ---- | ---- | ---- | ---- | ---- |
| Obyvatelé | 200  | 179  | 189  | 198  | 178  | 190  | 185  | 107  | 86   | 105  | 65   | 57   | 71   | 97   |
| Domy      | 41   | 44   | 44   | 41   | 40   | 39   | 39   | 36   | 21   | 25   | 20   | 25   | 27   | 28   |

## Pamětihodnosti

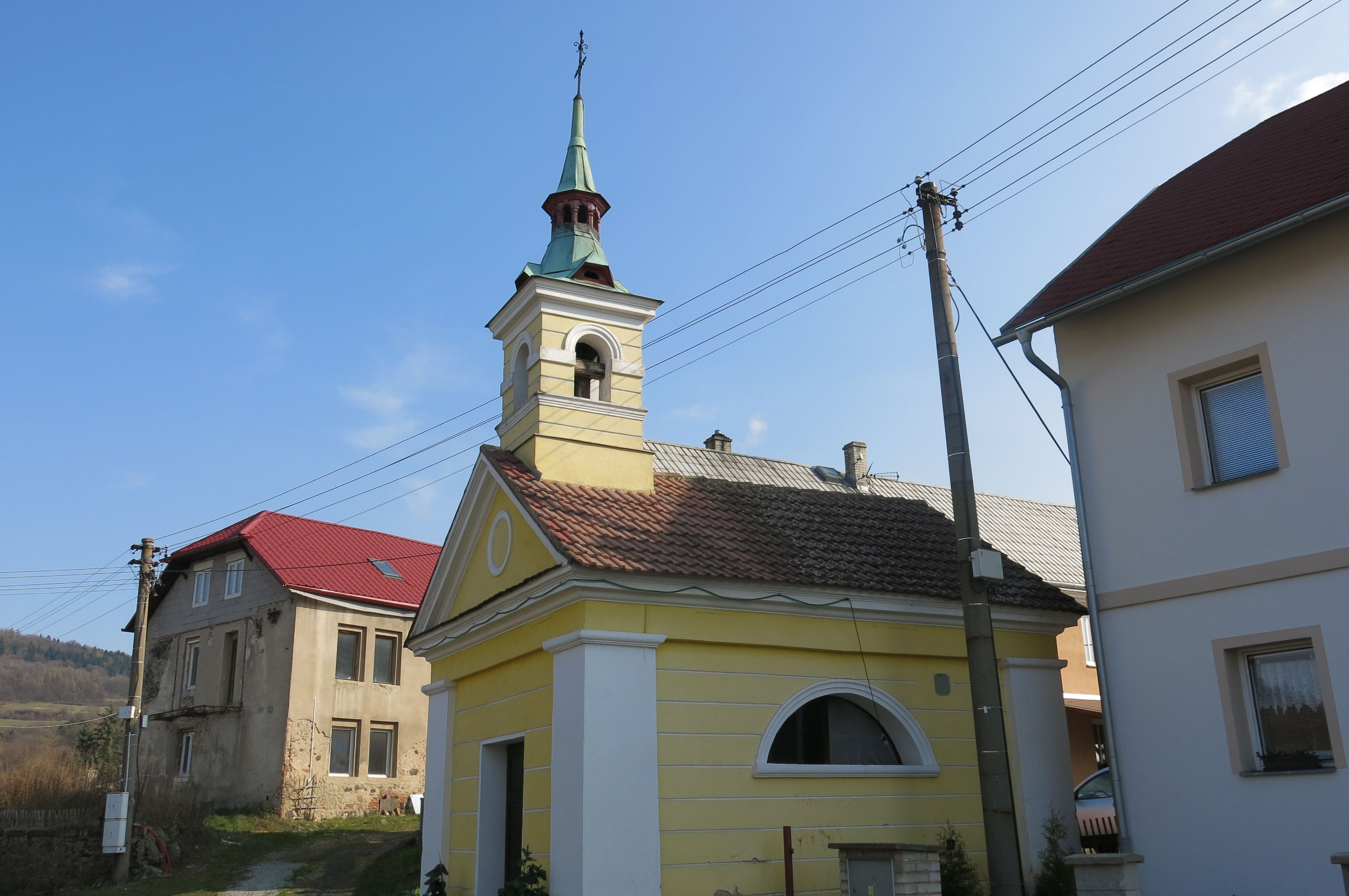
Kaple svatého Prokopa

- Kaple sv. Prokopa z roku 1834 na návsi